# 翠腹毛腿蜂鸟
是雨燕目蜂鸟科的一种鸟类。
翠腹毛腿蜂鸟体重约4.24克，翼长约49.6毫米，嘴峰长约18.4毫米，喙宽度约1.7毫米，喙厚度约1.4毫米，跗蹠长约6.2毫米，尾长约31.8毫米。翠腹毛腿蜂鸟在其分布区内为留鸟，其栖息在密集的高大树木组成的森林中，食性为草食性，主要食物来源是植物的花蜜。

## 亚种
- ：分布于哥伦比亚中南部和厄瓜多尔的安第斯山脉东部地区。
- ：分布于秘鲁北部和中部的安第斯山脉东部地区。[4]